# 24 Ore di Le Mans 1992

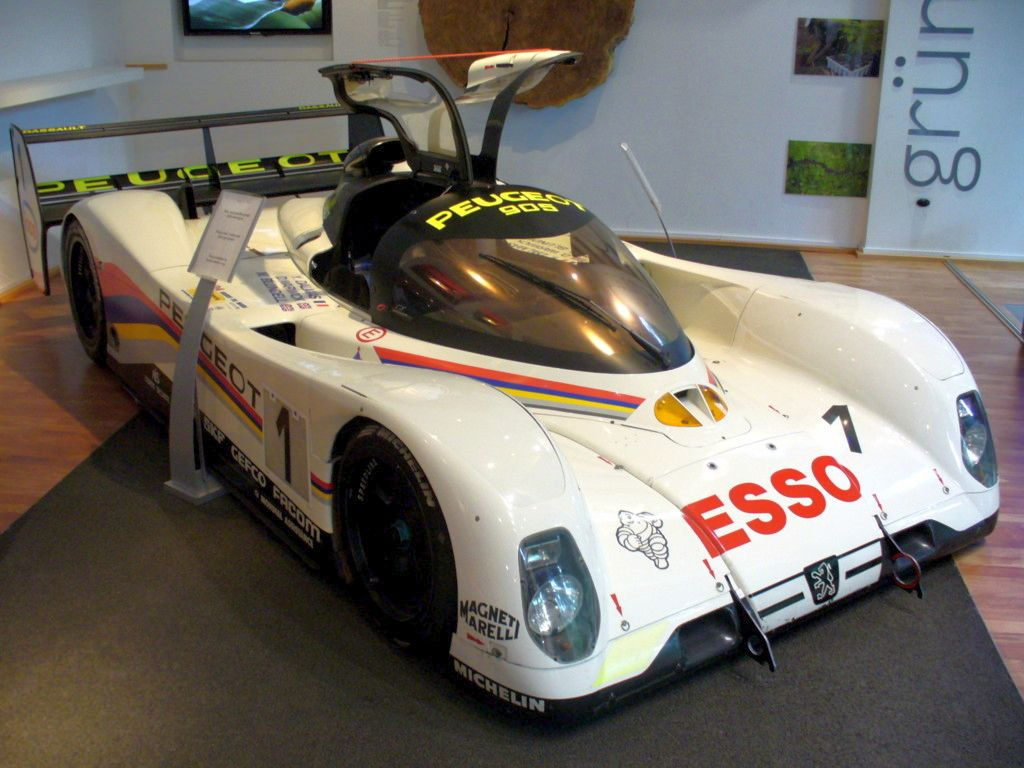
La Peugeot 905 #1 vincitrice della corsa

La 24 Ore di Le Mans 1992 è stata la 60ª maratona automobilistica svoltasi sul Circuit de la Sarthe di Le Mans, in Francia, il 20 e il 21 giugno 1992, valevole come 3ª prova del Campionato del Mondo Sport Prototipi 1992. Hanno gareggiato assieme 4 classi di automobili da competizione, ognuna delle quali ha avuto il suo vincitore. Tutte vetture erano Sport Prototipi costruiti secondo le norme FIA di Gruppo C, suddivisi in classi C1, C2, C3 e C4.

## Contesto
In questa edizione, lungo il tracciato, in particolar modo nella zona delle tribune, vengono introdotte grandi reti metalliche di protezione che l'ACO ha voluto per proteggere gli spettatori da eventuali detriti di incidenti e per arrestare la tradizionale invasione del circuito da parte del pubblico a fine gara.
Solo 28 vetture partenti, una delle edizioni con minori partecipanti nella storia, appena 14 le vetture giunte al traguardo.
I protagonisti sulla carta dovevano essere i prototipi Peugeot e Toyota: la casa francese ha schierato 3 vetture con motore 3,5 litri V10, il costruttore giapponese disponeva invece di 3 prototipi con motore 3,5 litri V10 e di 2 con motore 3,6 litri V8 biturbo; presente anche la Mazda con 2 prototipi con motori V10 Judd al posto dei suoi tradizionali motori rotativi. Tra le vetture di vertice, c'erano anche 5 Porsche 962.

## Qualifiche
Nelle prove di qualificazione, la Peugeot 905 pilotata da Philippe Alliot ha conquistato la pole position, con un tempo di 3.21.200, una prestazione 10 secondi inferiore rispetto alla pole dell'anno precedente stabilita dalla Mercedes-Benz C11 con il tempo di 3:31.250; notevole il miglioramento cronometrico della stessa Peugeot che l'anno prima si era qualificata con un tempo di 3:35.058. Questa prestazione è stata resa possibile anche grazie alla particolare vettura utilizzata: si trattava di un muletto con motore e assetto specifici per la qualifica, mentre in gara è stato schierato un altro telaio. La Peugeot ha qualificato tutte le sue vetture utilizzando i telai di riserva, mentre in gara ha utilizzato le normali vetture; solo altre tre vetture erano muletti da qualifica e sono stati schierati da Toyota, Mazda e Kremer. Le prime 6 posizioni in griglia sono state ottenute dalle Sport 3,5 litri di Peugeot e Toyota.

## Gara
In gara dopo una prima parte condotta dalla Mazda MXR-01 di Johnny Herbert, le Peugeot riprendono la testa della corsa, mentre la Toyota più veloce, che aveva rallentato il proprio ritmo sotto la pioggia che imperversava sul circuito, viene colpita al retrotreno da una Peugeot sul rettilineo dell'Hunaudières, entrambe le macchine vengono riparate ma in seguito si ritirano.
La corsa prosegue con le Peugeot al 1º e al 3º posto, mentre la Mazda resta al 2º posto, ma gradualmente viene sorpassata dalla Peugeot 905 fino a quando non si manifestano problemi allo sterzo ed un incidente al mattino che la rallentano. La Mazda torna nuovamente al 2º posto, mentre la Toyota si insedia al 3º posto. La Peugeot leader della corsa accusa problemi meccanici ed è costretta a fermarsi ai box, ma grazie ad un buon margine di vantaggio, viene riparata e rientra di nuovo al comando. Sulla seconda Peugeot si manifestano problemi di motore e la Toyota la sopravanza installandosi al secondo posto.
Al termine delle 24 ore la Peugeot 905 di Derek Warwick, Yannick Dalmas e Mark Blundell vince la corsa.

## Classifiche intermedie
| Pos. | Dopo la 1ª ora | Dopo la 1ª ora                                               | Dopo 6 ore | Dopo 6 ore                                                   | Dopo 12 ore | Dopo 12 ore                                                  | Dopo 18 ore | Dopo 18 ore                                                  |
| Pos. | n°             | Vettura / Piloti                                             | n°         | Vetture / Piloti                                             | n°          | Vettura / Piloti                                             | n°          | Vettura / Piloti                                             |
| ---- | -------------- | ------------------------------------------------------------ | ---------- | ------------------------------------------------------------ | ----------- | ------------------------------------------------------------ | ----------- | ------------------------------------------------------------ |
| 1    | 5              | / Mazda MXR-01 (C1) Herbert / Weidler / Gachot / Sandro Sala | 1          | Peugeot 905 Evo 1B (C1) Warwick / Dalmas / Blundell          | 1           | Peugeot 905 Evo 1B (C1) Warwick / Dalmas / Blundell          | 1           | Peugeot 905 Evo 1B (C1) Warwick / Dalmas / Blundell          |
| 2    | 1              | Peugeot 905 Evo 1B (C1) Warwick / Dalmas / Blundell          | 2          | Peugeot 905 Evo 1B (C1) Baldi / Alliot / Jabouille           | 2           | Peugeot 905 Evo 1B (C1) Baldi / Alliot / Jabouille           | 33          | Toyota TS010 (C1) Sekiya / Raphanel / Acheson                |
| 3    | 2              | Peugeot 905 Evo 1B (C1) Baldi / Alliot / Jabouille           | 5          | / Mazda MXR-01 (C1) Herbert / Weidler / Gachot / Sandro Sala | 5           | / Mazda MXR-01 (C1) Herbert / Weidler / Gachot / Sandro Sala | 2           | Peugeot 905 Evo 1B (C1) Baldi / Alliot / Jabouille           |
| 4    | 31             | Peugeot 905 Evo 1B (C1) Wendlinger / van de Poele / Ferté    | 8          | Toyota TS010 (C1) Lammers / Wallace / Fabi                   | 8           | Toyota TS010 (C1) Lammers / Wallace / Fabi                   | 5           | / Mazda MXR-01 (C1) Herbert / Weidler / Gachot / Sandro Sala |
| 5    | 3              | Lola T92/10 (C1) Pareja / Euser / Zwolsman                   | 33         | Toyota TS010 (C1) Sekiya / Raphanel / Acheson                | 33          | Toyota TS010 (C1) Sekiya / Raphanel / Acheson                | 54          | Cougar C28LM (C3) Wollek / Pescarolo / Ricci                 |

## Classifica finale
I vincitori di classe sono scritti in grassetto e ombreggiati in giallo. Le vetture che non hanno coperto almeno il 70% della distanza coperta dal vincitore non vengono classificate.
| Posizione | Classe | N° | Squadra                                      | Piloti                                                             | Vettura                            | Pneumatici | Giri |
| Posizione | Classe | N° | Squadra                                      | Piloti                                                             | Motore                             | Pneumatici | Giri |
| --------- | ------ | -- | -------------------------------------------- | ------------------------------------------------------------------ | ---------------------------------- | ---------- | ---- |
| 1         | C1     | 1  | Peugeot Talbot Sport                         | Derek Warwick Yannick Dalmas Mark Blundell                         | Peugeot 905 Evo 1B                 | M          | 352  |
| 1         | C1     | 1  | Peugeot Talbot Sport                         | Derek Warwick Yannick Dalmas Mark Blundell                         | Peugeot SA35 3.5L V10              | M          | 352  |
| 2         | C1     | 33 | Toyota Team Tom's                            | Masanori Sekiya Pierre Henri Raphanel Kenny Acheson                | Toyota TS010                       | G          | 346  |
| 2         | C1     | 33 | Toyota Team Tom's                            | Masanori Sekiya Pierre Henri Raphanel Kenny Acheson                | Toyota RV10 3.5L V10               | G          | 346  |
| 3         | C1     | 2  | Peugeot Talbot Sport                         | Mauro Baldi Philippe Alliot Jean-Pierre Jabouille                  | Peugeot 905 Evo 1B                 | M          | 345  |
| 3         | C1     | 2  | Peugeot Talbot Sport                         | Mauro Baldi Philippe Alliot Jean-Pierre Jabouille                  | Peugeot SA35 3.5L V10              | M          | 345  |
| 4         | C1     | 5  | Mazdaspeed Co. Ltd. Oreca                    | Johnny Herbert Volker Weidler Bertrand Gachot Maurizio Sandro Sala | Mazda MXR-01                       | M          | 336  |
| 4         | C1     | 5  | Mazdaspeed Co. Ltd. Oreca                    | Johnny Herbert Volker Weidler Bertrand Gachot Maurizio Sandro Sala | Mazda (Judd) MV10 3.5L V10         | M          | 336  |
| 5         | C2     | 35 | Trust Racing Team                            | Stefan Johansson George Fouché Steven Andskär                      | Toyota 92C-V                       | D          | 336  |
| 5         | C2     | 35 | Trust Racing Team                            | Stefan Johansson George Fouché Steven Andskär                      | Toyota R36V 3.6L Turbo V8          | D          | 336  |
| 6         | C3     | 54 | Courage Compétition                          | Bob Wollek Henri Pescarolo Jean-Louis Ricci                        | Cougar C28LM                       | G          | 335  |
| 6         | C3     | 54 | Courage Compétition                          | Bob Wollek Henri Pescarolo Jean-Louis Ricci                        | Porsche Type-935 3.0L Turbo Flat-6 | G          | 335  |
| 7         | C3     | 51 | Kremer Porsche Racing                        | Manuel Reuter John Nielsen Giovanni Lavaggi                        | Porsche 962CK6                     | Y          | 334  |
| 7         | C3     | 51 | Kremer Porsche Racing                        | Manuel Reuter John Nielsen Giovanni Lavaggi                        | Porsche Type-935 3.0L Turbo Flat-6 | Y          | 334  |
| 8         | C1     | 8  | Toyota Team Tom's                            | Jan Lammers Andy Wallace Teo Fabi                                  | Toyota TS010                       | G          | 331  |
| 8         | C1     | 8  | Toyota Team Tom's                            | Jan Lammers Andy Wallace Teo Fabi                                  | Toyota RV10 3.5L V10               | G          | 331  |
| 9         | C2     | 34 | Toyota Team Tom's Kitz Racing Team with SARD | Roland Ratzenberger Eje Elgh Eddie Irvine                          | Toyota 92C-V                       | B          | 321  |
| 9         | C2     | 34 | Toyota Team Tom's Kitz Racing Team with SARD | Roland Ratzenberger Eje Elgh Eddie Irvine                          | Toyota R36V 3.6L Turbo V8          | B          | 321  |
| 10        | C3     | 67 | Obermaier Racing GmbH                        | Otto Altenbach Jürgen Lässig Pierre Yver                           | Porsche 962C                       | G          | 297  |
| 10        | C3     | 67 | Obermaier Racing GmbH                        | Otto Altenbach Jürgen Lässig Pierre Yver                           | Porsche Type-935 3.0L Turbo Flat-6 | G          | 297  |
| 11        | C3     | 52 | Kremer Porsche Racing                        | Robin Donovan Charles Rickett Almo Coppelli                        | Porsche 962CK6                     | Y          | 297  |
| 11        | C3     | 52 | Kremer Porsche Racing                        | Robin Donovan Charles Rickett Almo Coppelli                        | Porsche Type-935 3.0L Turbo Flat-6 | Y          | 297  |
| 12        | C3     | 53 | ADA Engineering                              | Derek Bell Justin Bell Tiff Needell                                | Porsche 962C GTi                   | G          | 284  |
| 12        | C3     | 53 | ADA Engineering                              | Derek Bell Justin Bell Tiff Needell                                | Porsche Type-935 3.0L Turbo Flat-6 | G          | 284  |
| 13        | C1     | 4  | Euro Racing                                  | Heinz-Harald Frentzen Charles Zwolsman Sr. Shunji Kasuya           | Lola T92/10                        | M          | 271  |
| 13        | C1     | 4  | Euro Racing                                  | Heinz-Harald Frentzen Charles Zwolsman Sr. Shunji Kasuya           | Judd GV10 3.5L V10                 | M          | 271  |
| 14        | C1     | 22 | Chamberlain Engineering                      | Ferdinand de Lesseps Richard Piper Olindo Iacobelli                | Spice SE89C                        | G          | 258  |
| 14        | C1     | 22 | Chamberlain Engineering                      | Ferdinand de Lesseps Richard Piper Olindo Iacobelli                | Ford Cosworth DFZ 3.5L V8          | G          | 258  |
| 15 NC     | C1     | 36 | Chamberlain Engineering                      | Jun Harada Kenta Shimamura Tomiko Yoshikawa                        | Spice SE89C                        | G          | 160  |
| 15 NC     | C1     | 36 | Chamberlain Engineering                      | Jun Harada Kenta Shimamura Tomiko Yoshikawa                        | Ford Cosworth DFZ 3.5L V8          | G          | 160  |
| 16 NC     | C4     | 66 | Eric Bellefroid Ren Car                      | Walter Breuer Marc Alexandre Frank de Vita                         | Orion LM                           | M          | 78   |
| 16 NC     | C4     | 66 | Eric Bellefroid Ren Car                      | Walter Breuer Marc Alexandre Frank de Vita                         | Peugeot 1.9L I4                    | M          | 78   |
| 17 ABD    | C1     | 31 | Peugeot Talbot Sport                         | Karl Wendlinger Eric van de Poele Alain Ferté                      | Peugeot 905 Evo 1B                 | M          | 208  |
| 17 ABD    | C1     | 31 | Peugeot Talbot Sport                         | Karl Wendlinger Eric van de Poele Alain Ferté                      | Peugeot SA35 3.5L V10              | M          | 208  |
| 18 ABD    | C1     | 7  | Toyota Team Tom's                            | Geoff Lees David Brabham Ukyo Katayama                             | Toyota TS010                       | G          | 192  |
| 18 ABD    | C1     | 7  | Toyota Team Tom's                            | Geoff Lees David Brabham Ukyo Katayama                             | Toyota RV10 3.5L V10               | G          | 192  |
| 19 ABD    | C1     | 21 | Action Formula                               | Luigi Taverna Alessandro Gini John Sheldon                         | Spice SE90C                        | G          | 150  |
| 19 ABD    | C1     | 21 | Action Formula                               | Luigi Taverna Alessandro Gini John Sheldon                         | Ford Cosworth DFZ 3.5L V8          | G          | 150  |
| 20 ABD    | C3     | 56 | Courage Compétition                          | Tomas Saldaña Denis Morin Jean-François Yvon                       | Cougar C28LM                       | G          | 142  |
| 20 ABD    | C3     | 56 | Courage Compétition                          | Tomas Saldaña Denis Morin Jean-François Yvon                       | Porsche Type-935 3.0L Turbo Flat-6 | G          | 142  |
| 21 ABD    | C1     | 6  | Mazdaspeed Co. Ltd. Oreca                    | Maurizio Sandro Sala Takashi Yorino Yojiro Terada                  | Mazda MXR-01                       | M          | 124  |
| 21 ABD    | C1     | 6  | Mazdaspeed Co. Ltd. Oreca                    | Maurizio Sandro Sala Takashi Yorino Yojiro Terada                  | Mazda (Judd) MV10 3.5L V10         | M          | 124  |
| 22 ABD    | C1     | 29 | Team S.C.I.                                  | Ranieri Randaccio Vito Veninata Stefano Sebastiani                 | Tiga GC288                         | G          | 101  |
| 22 ABD    | C1     | 29 | Team S.C.I.                                  | Ranieri Randaccio Vito Veninata Stefano Sebastiani                 | Ford Cosworth DFL 3.3L V8          | G          | 101  |
| 23 ABD    | C3     | 68 | Equipe Alméras-Chotard                       | Jean-Marie Alméras Jacques Alméras Max Cohen-Olivar                | Porsche 962C                       | G          | 85   |
| 23 ABD    | C3     | 68 | Equipe Alméras-Chotard                       | Jean-Marie Alméras Jacques Alméras Max Cohen-Olivar                | Porsche Type-935 3.0L Turbo Flat-6 | G          | 85   |
| 24 ABD    | C3     | 55 | Courage Compétition                          | Pascal Fabre Lionel Robert Marco Brand                             | Cougar C28LM                       | G          | 77   |
| 24 ABD    | C3     | 55 | Courage Compétition                          | Pascal Fabre Lionel Robert Marco Brand                             | Porsche Type-935 3.0L Turbo Flat-6 | G          | 77   |
| 25 ABD    | C1     | 3  | Euro Racing                                  | Jésus Pareja Cor Euser Charles Zwolsman                            | Lola T92/10                        | M          | 50   |
| 25 ABD    | C1     | 3  | Euro Racing                                  | Jésus Pareja Cor Euser Charles Zwolsman                            | Judd GV10 3.5L V10                 | M          | 50   |
| 26 ABD    | C4     | 58 | Welter Racing                                | Patrick Gonin Didier Artzet Pierre Petit                           | WR LM92                            | M          | 42   |
| 26 ABD    | C4     | 58 | Welter Racing                                | Patrick Gonin Didier Artzet Pierre Petit                           | Peugeot 1.9L I4                    | M          | 42   |
| 27 ABD    | C4     | 61 | Didier Bonnet Autoracing                     | Didier Bonnet Gérard Tremblay Jacques Heuclin                      | Debora 92                          | P          | 25   |
| 27 ABD    | C4     | 61 | Didier Bonnet Autoracing                     | Didier Bonnet Gérard Tremblay Jacques Heuclin                      | Alfa Romeo 3.0L V6                 | P          | 25   |
| 28 ABD    | C1     | 9  | British Racing Motors                        | Wayne Taylor Harri Toivonen Richard Jones                          | BRM P351                           | G          | 20   |
| 28 ABD    | C1     | 9  | British Racing Motors                        | Wayne Taylor Harri Toivonen Richard Jones                          | BRM (Weslake) 3.5L V12             | G          | 20   |
| NP        | C1     | 30 | TDR Spice Racing                             | Chris Hodgetts François Migault Thierry Lecerf                     | Spice SE90C                        | ?          | -    |
| NP        | C1     | 30 | TDR Spice Racing                             | Chris Hodgetts François Migault Thierry Lecerf                     | Ford Cosworth DFZ 3.5 V8           | ?          | -    |
| NQ†       | C2     | 60 | Team MP Racing                               | Marc Pachot Raymond Touroul Didier Cadarec                         | ALD C289                           | M          | -    |
| NQ†       | C2     | 60 | Team MP Racing                               | Marc Pachot Raymond Touroul Didier Cadarec                         | Peugeot PRV 3.0L V6                | M          | -    |

Leggenda:
- NP=Non partita - ABD=Abbandono - NQ= Non qualificata- NC=Non classicicata

† - Alla vettura #60 del Team MP Racing sono stati tolti i tempi di qualifica dopo che è stata trovata sottopeso nelle verifiche tecniche successive alle qualifiche.

## Statistiche
- Pole Position - Philippe Alliot su Peugeot 905 #2 Peugeot Talbot Sport - 3:21.200
- Giro più veloce in gara - Jan Lammers su Toyota TS010 #8 Toyota Team Tom's - 3:32.295
- Distanza - 4.787,2 km
- Velocità media - 199,34 km/h
- Velocità massime - Toyota TS010 - 336 km/h (in gara), Peugeot 905 – 351 km/h (in qualifica)[1]